# Argentodites
Argentodites is een geslacht van uitgestorven mogelijk multituberculate zoogdieren uit het Krijt van Argentinië. De enige soort Argentodites coloniensis is bekend van een enkele bladachtige vierde lagere premolaar (p4) van de La Colonia-formatie, die grotendeels of geheel uit het Maastrichtien (Laat-Krijt) is. De p4 is 4,15 millimeter lang en draagt acht knobbels aan de bovenrand en lange bijbehorende richels aan beide zijden. Het glazuur bestaat uit prisma's die geheel of gedeeltelijk zijn omgeven door een omhulsel en die gemiddeld 6,57 μm uit elkaar staan. Zofia Kielan-Jaworowska, die het fossiel in 2007 beschreef en een naam gaf, beschouwde het als een multituberculaat, misschien een cimolodont en dus een lid van een overwegend Laurasische (noordelijke) groep en een immigrant naar Argentinië vanuit Noord-Amerika - op basis van de vorm van de tand en kenmerken van het glazuur. In 2009 voerden twee teams echter aan dat Argentodites in feite dicht bij of identiek kan zijn aan Ferugliotherium, een lid van de kleine (zuidelijke) groep Gondwanatheria uit Gondwana; hoewel hun verwantschappen worden betwist, kunnen gondwanatheren zelf multituberculaten zijn.

## Beschrijving
Het enige bekende voorbeeld van Argentodites is een bladachtige vierde lagere premolaar (p4). Het heeft een lengte van 4,15 millimeter, hoogte van 2,10 millimeter en breedte van 1,35 millimeter. De kroon is bijna compleet, maar de wortels ontbreken grotendeels. Kielan-Jaworowska overwoog twee mogelijke oriëntaties van de tand - een met de achterste rand bijna verticaal en de andere met de rand naar achteren gericht - maar gaf de voorkeur aan de eerste, wat zorgde voor een meer natuurlijke plaatsing van de wortels. Hoewel de linker- en rechterkant van de tand bijna identiek zijn, dachten ze dat de tand hoogstwaarschijnlijk een linker p4 is, omdat dit de linguale (binnenkant) meer bolvormig zou maken, zoals gebruikelijk is bij de p4 van cimolodonte multituberculaten met een grote p4.
De voorste wortel is groter dan de achterste. In zijaanzicht zijn de boven- en achtermarges recht, maar de voormarge bolvormig. Er zijn acht knobbels in een rij op de bovenrand, waarvan de eerste zich op ongeveer een derde van de lengte van de tand vanaf de voorrand bevindt. Alleen de laatste is licht versleten, wat aangeeft dat de tand van een jong dier is. Lange ribbels strekken zich uit vanaf de knobbels diagonaal naar voren aan zowel de linguale als de labiale (buitenste) zijde van de tand. De eerste zeven ribbels aan weerszijden zijn verbonden met de respectievelijke cuspen, maar de achtste ribbels bereiken hun cusp niet helemaal. Aan beide zijden van de tand is er ook een kleine richel achter de achtste richel die zich uitstrekt tot aan de achterste rand; deze richels worden de posterolabiale en posterolinguale richel genoemd. Een nog kleinere rand bevindt zich onder de rand aan de linguale zijde.
Het tandglazuur is over het grootste deel van de tand goed bewaard gebleven. Het bestaat uit prisma's - bundels hydroxyapatietkristallen - met een gemiddelde diameter van 3,8 μm. De meeste zijn volledig omgeven door een schede, maar bij sommige is de schede open. De prisma's zijn licht gebogen naar het buitenoppervlak van de tand. Tussen de prisma's, en onder een hoek van ongeveer vijfenveertig graden ermee georiënteerd, bevinden zich kristallen van interprismatisch materiaal. Gemiddeld staan de prisma's 6,57 μm uit elkaar, zodat er ongeveer 27.247 per mm2 zijn.

## Identiteit
Kielan-Jaworowska en collega's identificeerden Argentodites als een multituberculaat, een diverse fossiele groep van de noordelijke continenten (Laurasia) die ook bekend is van een paar twijfelachtige of fragmentarische gegevens van de zuidelijke continenten (Gondwana). Ze hebben het voorlopig toegewezen aan de multituberculaire subgroep Cimolodonta op basis van de glazuurmicrostructuur, die in het bijzonder herinnert aan Ptilodontoidea (een van de subgroepen van Cimolodonta), en de convexe voorrand van de tand. Aan de andere kant lijkt de rechte rugmarge op de toestand in de andere grote subgroep van multituberculaten, de Plagiaulacida, en heeft niet de sterk gewelfde bovenrand van p4 die kenmerkend is voor Ptilodontoidea. Ze beschouwden Argentodites als te onderscheiden van MACN-RN 975, een fragmentarische fossiele onderkaak (onderkaak) met p4 uit de Los Alamitos-formatie uit het Laat-Krijt van Argentinië, die ze identificeerden als een plagiaulacide multituberculaat, omdat de p4 van MACN-RN 975 rechthoekig van vorm is en minder knobbels heeft. Ze geloofden dat Argentodites een immigrant uit Noord-Amerika vertegenwoordigden, maar konden niet precies bepalen in welk deel van het Krijt het Zuid-Amerika bereikte.
In een artikel uit 2009 over de affiniteiten van Gondwanatheria beweren Yamila Gurovich en Robin Beck dat het verschil in vorm tussen MACN-RN 975 en Argentodites te wijten is aan uitgebreide slijtage van het voormalige exemplaar; ze schrijven dat de delen van de p4 die niet versleten zijn vrijwel identiek zijn aan de equivalente delen van de Argentodites p4. Bovendien zou MACN-RN 975 evenveel richels hebben als Argentodites en ongeveer even groot zijn - ongeveer vijftien procent groter. Ze wijzen MACN-RN 975 toe aan het gondwanatheride Ferugliotherium en bijgevolg beweren ze dat Argentodites hoogstwaarschijnlijk ofwel Ferugliotherium of een verwante soort vertegenwoordigt. In hetzelfde jaar suggereerden Guillermo Rougier en collega's ook ferugliotherische affiniteiten van Argentodites in een paper over de zoogdieren van de Allenformatie, een andere Krijtachtige rotseenheid van Argentinië. Ferugliotherium is een gondwanatheride uit Argentijnse afzettingen uit het Laat-Krijt. Gondwanatheriden zijn een kleine en raadselachtige groep uit het Laat-Krijt en Paleogeen van Zuid-Amerika, Antarctica, Madagaskar, India en misschien Tanzania. Hoewel de evolutionaire affiniteiten van gondwanatheriden controversieel zijn, geloven beide teams die Argentodites als gondwanatheride identificeerden, dat gondwanatheriden zelf waarschijnlijk multituberculaten zijn of nauw verwant aan hen.